# Зграда Старе гимназије у Прокупљу
Зграда Старе гимназије у Прокупљу представља објекат од значаја и непоретно културно добро као споменик културе. Налази се у улици Ратка Павловића 37, направљена је крајем 19. века и од изузетне је архитектонске вредности.

## Опште информације
Зграда се налази у Прокупљу на катастарској парцели број 2865. Школска зграда саграђена је залагањем првог прокупачког индустријалца и председника општине Стојана Данчевића, крајем последње деценија 19. века.
Објекат су пројектовали архитекте Душан Живановић и Драгутин Ђорђевић. Састоји се од приземља и спрата, а пројектован је по академским постулатима у духу еклетике. Основа и главна фасада су симетрично решене са средишњим положајем лучно завршеног улаза и ритмички уједначеним распоредом архитравно завршених прозорских отвора на главном, подужном тракту.
Два бочна тракта су, на главној фасади, ризалитно наглашена и надвишена атиком. Изузетне архитектонске вредности споменика културе, ауторског дела архитеката Живановића и Ђорђевића, и историјски допринос образовању, науци и култури, чине га посебно значајним.